# J1407b

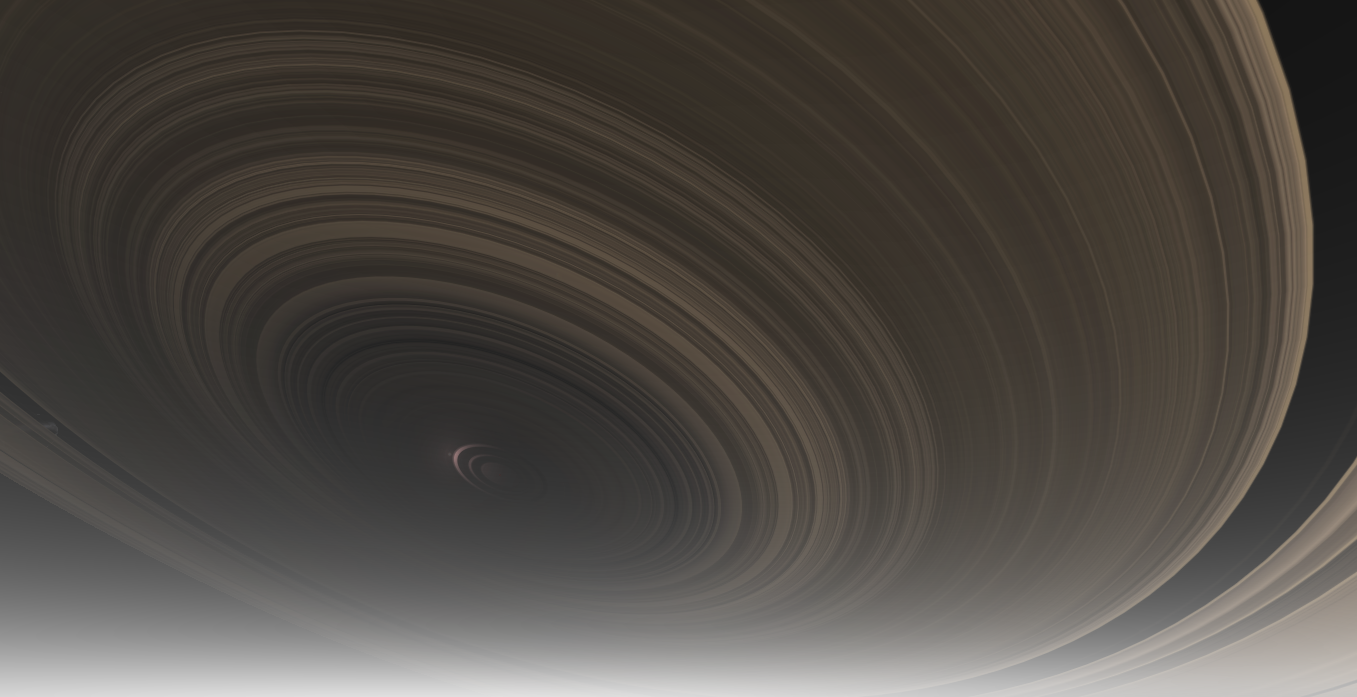

J1407b es probablemente una enana marrón que no esta gravitacionalmente atraído por una estrella.Hay un total de 37 "anillos" que ocupan 120 millones de kilómetros, que son 200 veces más grandes que los de Saturno, aunque en realidad los "anillos" muy probablemente sean un disco protoplanetario. Hay un espacio hueco entre los "anillos" que se piensa que podría ser un satélite del tamaño de Marte o la Tierra. La masa del objeto estelar se estima entre 10 y 40 veces la de Júpiter.

## Historia
El descubrimiento del sistema J1407 y sus eclipses inusuales fue informado por primera vez por un equipo liderado por el astrónomo Eric Mamajek de la Universidad de Rochester en 2012. La existencia y los parámetros del sistema anular alrededor del compañero subestelar J1407b se dedujeron de la observación de un eclipse muy largo y complejo de la estrella anteriormente anónima J1407 durante un período de 56 días durante abril y mayo de 2007. El compañero de baja masa J1407b se ha referido como un "Saturno con esteroides"  o "Super Saturno"  debido a su sistema masivo de "anillos" circumplanetarios con un radio de aproximadamente 90 millones de km (0.6 AU ).  El período orbital del compañero "anillado" J1407b se estima en alrededor de una década (limitado a 3,5 a 13,8 años), aunque muy probablemente no este gravitacionalmente atraído por una estrella, y su masa más probable es de aproximadamente 13 a 26 masas de Júpiter, pero con una considerable incertidumbre. El cuerpo anillado se puede descartar como una estrella con masa de más de 80 masas de Júpiter con una confianza superior al 99%. El sistema de anillos tiene una masa estimada similar a la de la Tierra.  Se considera que una brecha en el sistema de anillos a unos 61 millones de km (0,4 UA) desde su centro es una evidencia indirecta de la existencia de un exónimo con masa de hasta 0,8 masas de tierra.
J1407b es una enana marrón descubierto con un sistema de anillos por el método de tránsito. Una secuencia de ocultaciones de la estrella 1SWASP J140747.93-394542.6 ocurrió durante un período de 56 días en 2007. El patrón fue consistente con el esperado para el tránsito de un sistema grande de anillos múltiples, asociado con un compañero subestelar denominado "J1407b" .  El sistema de anillos J1407b tiene un radio exterior de aproximadamente 90 millones de km (aproximadamente 200 veces el de los anillos de Saturno). El equipo encontró huecos despejados en los anillos, que indican que los satélites ("exolunas") pueden haberse formado y acretar desde el material orbitando J1407b. Sin embargo, la edad temprana del sistema estelar (sólo unos 16 millones de años) y la gran masa del sistema de anillos (aproximadamente una masa terrestre) son más consistentes con que sea un disco circunplanetario o protoexosatélite en el proceso de formación de satélites, en lugar de Un sistema de anillo estable a largo plazo en un sistema planetario evolucionado (como los anillos de Saturno).
J1407b no se ha observado desde su tránsito en 2007, sugiriendo que podría estar en una órbita extremadamente elíptica alrededor de la estrella.Tal órbita podría afectar el sistema de "anillos" de J1407b.Simulaciones hechas por los astrónomos Steven Rieder y Matthew Kenworthy indican que para que el sistema de anillos de J1407b sean estables, los anillos deben orbitar J1407b en una órbita retrograda, la dirección opuesta a la que J1407b orbita su estrella.Esta solución retrograda para el sistema de anillos de J1407b permite que el sistema de anillos pueda vivir más tiempo y también mayores limitaciones de la edad del sistema de anillos.Los anillos podrían haber reabastecido con el tiempo como resultado de procesos que producen escombros adicionales alrededor de J1407b, Como las alteraciones de marea de los cometas.
Alternativamente, J1407b podría no estar gravitacionalmente atraído por la estrella J1407.La explicación anterior infiriendo que J1407b orbitando J1407 haría a J1407b una compañera enana marrón con una gran, esfera de Hill cubriendo el sistema de "anillos". pero, problemas con la estabilidad del sistema de anillos y la falta de la detección de eclipses desde su descubrimiento en 2012, sugiere que J1407b podría no estar gravitacionalmente atraído por la estrella J1407. No se ha encontrado evidencia de que se ah observado eclipses desde 1890 hasta 1990, ni tampoco en tiempos recientes desde 2012 hasta 2018. Un periodo orbital para J1407b de 5 a 20 años puede ser descartado, de modo que si tiene un periodo orbital es probablemente fuera de este rango.
Una búsqueda de J1407b con ALMA no detecto ningún compañero, pero si detecto un punto de partida consistente con un objeto independiente de 4-6 MJ. Este podría ser el objeto que transitó J1407 en 2007, o podría ser una galaxia o un artefacto, que es considerado menos probable
Desde el punto de vista de la Tierra, el sistema de anillos aparece alrededor de 3,7 milisegundos de diámetro. Para la comparación, si fuera la misma distancia de nuestro sistema solar el sistema de anillo de Saturno sería 0.006 milisegundos a través.
No tránsitos adicionales han sido detectados de objetos estelares o planetas con el tamaño de Júpiter o planetas más grandes en una serie de observaciones que duro 21 años de 2023

## Enlaces
- Enciclopedia de los exoplanetas, datos sobre J1407b, (Accedido el 29 de enero de 2015)
- Página web de Eric Mamajek de la University de Rochester

- Datos: Q18915164
- Multimedia: J1407b / Q18915164